# Finale Europees kampioenschap voetbal 1968
De finale van het Europees kampioenschap voetbal 1968 werd gehouden op 8 juni en 10 juni 1968 in het Stadio Olimpico in Rome. Gastland Italië bereikte voor de eerste keer de finale en nam het op tegen Joegoslavië. Italië ontsnapte in de finale. Het speelde zonder zijn talentrijke middenvelders Gianni Rivera (geblesseerd) en Sandro Mazzola (gepasseerd) en maakte een krachteloze indruk. Joegoslavië kwam in de eerste helft met 1-0 voor en het was aan de keeper Dino Zoff te danken, dat de schade beperkt bleef. Ze werden geholpen door de scheidsrechter. Hij gaf een vrije trap aan de Italianen, die niemand zag en hinderde enkele uitlopende Joegoslaven, waardoor er een gat in de muur ontstond. Omdat de score na 120 minuten nog steeds gelijk was en deze keer niet werd geloot werd er een tweede finalewedstrijd georganiseerd. In dat duel won Italië met 2-0. Mazzola werd weer in genade aangenomen en was de architect op het middenveld. Het EK van 1968 was de enige keer dat de finale over twee wedstrijden gespeeld werd.

## Wedstrijdgegevens
|                                              |                       |                |                   |                                                                                           |
| 8 juni 1968 «onderlinge duels» 21:15 (UTC+2) | Italië                | 1 – 1 (n.v.)   | Joegoslavië       | Stadio Olimpico, Rome Toeschouwers: 68.817 Scheidsrechter: Gottfried Dienst (Zwitserland) |
| 8 juni 1968 «onderlinge duels» 21:15 (UTC+2) | Angelo Domenghini 80' | Verslag (UEFA) | 39' Dragan Džajić | Stadio Olimpico, Rome Toeschouwers: 68.817 Scheidsrechter: Gottfried Dienst (Zwitserland) |

| Italië | Joegoslavië |

| Italië:              |    |                    |
|                      |    |                    |
| GK                   | 22 | Dino Zoff          |
| RB                   | 5  | Tarcisio Burgnich  |
| CB                   | 12 | Aristide Guarneri  |
| CB                   | 7  | Ernesto Castano    |
| LB                   | 10 | Giacinto Facchetti |
| RM                   | 14 | Giovanni Lodetti   |
| CM                   | 11 | Giorgio Ferrini    |
| LM                   | 13 | Antonio Juliano    |
| RW                   | 9  | Angelo Domenghini  |
| CF                   | 2  | Pietro Anastasi    |
| LW                   | 16 | Pierino Prati      |
| Coach:               |    |                    |
| Ferruccio Valcareggi |    |                    |

| Joegoslavië: |    |                   |
|              |    |                   |
| GK           | 1  | Ilija Pantelić    |
| RB           | 2  | Mirsad Fazlagić   |
| CB           | 5  | Blagoje Paunović  |
| CB           | 6  | Dragan Holcer     |
| LB           | 3  | Milan Damjanović  |
| RM           | 21 | Dobrivoje Trivić  |
| CM           | 15 | Miroslav Pavlović |
| LM           | 16 | Jovan Aćimović    |
| RW           | 7  | Ilija Petković    |
| CF           | 9  | Vahidin Musemić   |
| LW           | 11 | Dragan Džajić     |
| Coach:       |    |                   |
| Rajko Mitić  |    |                   |

|                                               |                                    |                |             |                                                                                                  |
| 10 juni 1968 «onderlinge duels» 21:15 (UTC+2) | Italië                             | 2 – 0          | Joegoslavië | Stadio Olimpico, Rome Toeschouwers: 32.866 Scheidsrechter: José Maria Ortiz de Mendibíl (Spanje) |
| 10 juni 1968 «onderlinge duels» 21:15 (UTC+2) | Luigi Riva 12' Pietro Anastasi 31' | Verslag (UEFA) |             | Stadio Olimpico, Rome Toeschouwers: 32.866 Scheidsrechter: José Maria Ortiz de Mendibíl (Spanje) |

| Italië | Joegoslavië |

| Italië:              |    |                    |
|                      |    |                    |
| GK                   | 22 | Dino Zoff          |
| RWB                  | 5  | Tarcisio Burgnich  |
| CB                   | 12 | Aristide Guarneri  |
| CB                   | 20 | Sandro Salvadore   |
| CB                   | 19 | Roberto Rosato     |
| LWB                  | 10 | Giacinto Facchetti |
| CM                   | 15 | Sandro Mazzola     |
| CM                   | 8  | Giancarlo De Sisti |
| RW                   | 9  | Angelo Domenghini  |
| CF                   | 2  | Pietro Anastasi    |
| LW                   | 17 | Luigi Riva         |
| Coach:               |    |                    |
| Ferruccio Valcareggi |    |                    |

| Joegoslavië: |    |                   |
|              |    |                   |
| GK           | 1  | Ilija Pantelić    |
| RB           | 2  | Mirsad Fazlagić   |
| CB           | 5  | Blagoje Paunović  |
| CB           | 6  | Dragan Holcer     |
| LB           | 3  | Milan Damjanović  |
| RM           | 21 | Dobrivoje Trivić  |
| CM           | 15 | Miroslav Pavlović |
| LM           | 16 | Jovan Aćimović    |
| RW           | 22 | Idriz Hošić       |
| CF           | 9  | Vahidin Musemić   |
| LW           | 11 | Dragan Džajić     |
| Coach:       |    |                   |
| Rajko Mitić  |    |                   |

FSJ · A-internationals · Bondscoaches · Selecties · Joegoslavisch vrouwenelftal · Joegoslavië U21 · Joegoslavië U19 · Joegoslavië U18 · Joegoslavië U17 · Joegoslavië U16
1920 – 1929 ·
1930 – 1939 ·
1940 – 1949 ·
1950 – 1959 ·
1960 – 1969 ·
1970 – 1979 ·
1980 – 1989 ·
1990 – 1999 ·
2000 – 2002
EK 1960 · 
EK 1968 · 
EK 1976 · 
EK 1984 · 
EK 2000
WK 1930 · 
WK 1950 · 
WK 1954 · 
WK 1958 · 
WK 1962 · 
WK 1974 · 
WK 1982 · 
WK 1990 · 
WK 1998 · 
OS 1920 · 
OS 1924 · 
OS 1928 · 
OS 1948 · 
OS 1952 · 
OS 1956 · 
OS 1960 · 
OS 1980 · 
OS 1984 · 
OS 1988
1920 · 
1921 · 
1922 · 
1923 · 
1924 · 
1925 · 
1926 · 
1927 · 
1928 · 
1929 · 
1930 · 
1931 · 
1932 · 
1933 · 
1934 · 
1935 · 
1936 · 
1937 · 
1938 · 
1939 · 
1940 · 
1941 · 
1942 · 1943 · 1944 · 1945 · 
1946 · 
1947 · 
1948 · 
1949 · 
1950 · 
1952 · 
1952 · 
1953 · 
1954 · 
1955 · 
1956 · 
1957 · 
1958 · 
1959 · 
1960 · 
1961 · 
1962 · 
1963 · 
1964 · 
1965 · 
1966 · 
1967 · 
1968 · 
1969 · 
1970 · 
1971 · 
1972 · 
1973 · 
1974 · 
1975 · 
1976 · 
1977 · 
1978 · 
1979 · 
1980 · 
1981 · 
1982 · 
1983 · 
1984 · 
1985 · 
1986 · 
1987 · 
1988 · 
1989 · 
1990 · 
1991 · 
1992 · 
1993 · 
1994 · 
1995 · 
1996 · 
1997 · 
1998 · 
1999 · 
2000 · 
2001 · 
2002 · 
Albanië ·
Algerije ·
Argentinië ·
Bangladesh ·
België ·
Bolivia ·
Bosnië en Herzegovina · 
Brazilië ·
Bulgarije ·
Canada ·
Chili ·
China ·
Colombia ·
Congo-Kinshasa ·
Costa Rica ·
Cyprus ·
Denemarken ·
DDR ·
Duitsland ·
Ecuador ·
Egypte ·
El Salvador · 
Engeland ·
Ethiopië ·
Faeröer ·
Finland ·
Frankrijk ·
Ghana · 
Griekenland ·
Honduras ·
Hongarije ·
Hongkong ·
Ierland ·
Indonesië ·
Iran ·
Israël ·
Italië ·
Japan ·
Kroatië ·
Luxemburg ·
Malta ·
Marokko ·
Mexico ·
Nederland ·
Nigeria ·
Noord-Ierland ·
Noord-Macedonië ·
Noorwegen ·
Oekraïne ·
Oostenrijk ·
Paraguay ·
Peru · 
Polen ·
Portugal ·
Roemenië ·
Rusland ·
Saarland ·
Schotland ·
Slovenië ·
Slowakije ·
Sovjet-Unie ·
Spanje ·
Tsjechië ·
Tsjecho-Slowakije ·
Tunesië ·
Turkije ·
Uruguay ·
Venezuela ·
Verenigde Arabische Emiraten ·
Verenigde Staten ·
Wales ·
Zuid-Korea ·
Zweden ·
Zwitserland
FIGC · A-internationals · Selecties · Bondscoaches · Italiaans vrouwenelftal · Olympisch elftal · Italië U21 · Italië U20 · Italië U19 · Italië U18 · Italië U17 · Italië U16 · Vrouwen U17
1910 – 1919 ·
1920 – 1929 ·
1930 – 1939 ·
1940 – 1949 ·
1950 – 1959 ·
1960 – 1969 ·
1970 – 1979 ·
1980 – 1989 ·
1990 – 1999 ·
2000 – 2009 ·
2010 – 2019 ·
2020 − 2029
EK's: 1968 · 
1980 · 
1988 · 
1996 · 
2000 · 
2004 · 
2008 · 
2012 · 
2016 ·
2020 ·
2024
WK's: 1934 · 
1938 · 
1950 · 
1954 · 
1962 · 
1966 · 
1970 · 
1974 · 
1978 · 
1982 · 
1986 · 
1990 · 
1994 · 
1998 · 
2002 · 
2006 · 
2010 · 
2014
OS: 1912 · 
1920 · 
1924 · 
1928 · 
1936 · 
1948 · 
1952 · 
1960 · 
1984 · 
1988 · 
1992 · 
1996 · 
2000 · 
2004 · 
2008
1911 · 
1912 · 
1913 · 
1914 · 
1915 · 
1916 · 1917 · 1918 · 1919 · 
1920 · 
1921 · 
1922 · 
1923 · 
1924 · 
1925 · 
1926 · 
1927 · 
1928 · 
1929 · 
1930 · 
1931 · 
1932 · 
1933 · 
1934 · 
1935 · 
1936 · 
1937 · 
1938 · 
1939 · 
1940 · 
1941 · 
1942 · 
1943 · 1944 · 
1945 · 
1946 · 
1947 · 
1948 · 
1949 · 
1950 · 
1952 · 
1952 · 
1953 · 
1954 · 
1955 · 
1956 · 
1957 · 
1958 · 
1959 · 
1960 · 
1961 · 
1962 · 
1963 · 
1964 · 
1965 · 
1966 · 
1967 · 
1968 · 
1969 · 
1970 · 
1971 · 
1972 · 
1973 · 
1974 · 
1975 · 
1976 · 
1977 · 
1978 · 
1979 · 
1980 · 
1981 · 
1982 · 
1983 · 
1984 · 
1985 · 
1986 · 
1987 · 
1988 · 
1989 · 
1990 ·
1991 · 
1992 · 
1993 · 
1994 · 
1995 · 
1996 · 
1997 · 
1998 · 
1999 · 
2000 · 
2001 · 
2002 · 
2003 · 
2004 · 
2005 · 
2006 · 
2007 · 
2008 · 
2009 · 
2010 · 
2011 · 
2012 · 
2013 · 
2014 · 
2015 · 
2016 · 
2017 ·
2018 ·
2019 ·
2020 ·
2021 ·
2022 ·
2023 ·
2024
Albanië ·
Algerije ·
Argentinië ·
Armenië ·
Australië ·
Azerbeidzjan ·
België ·
Bosnië en Herzegovina ·
Brazilië ·
Bulgarije ·
Canada ·
Chili ·
China ·
Costa Rica ·
Cyprus ·
DDR ·
Denemarken ·
Duitsland ·
Ecuador ·
Egypte ·
Engeland ·
Estland ·
Faeröer ·
Finland ·
Frankrijk ·
Georgië ·
Ghana ·
Griekenland ·
Haïti ·
Hongarije ·
Ierland ·
IJsland ·
Israël ·
Ivoorkust ·
Japan ·
Joegoslavië ·
Kameroen ·
Kroatië ·
Liechtenstein · 
Litouwen ·
Luxemburg ·
Malta ·
Marokko ·
Mexico ·
Moldavië ·
Montenegro ·
Nederland ·
Nieuw-Zeeland ·
Nigeria ·
Noord-Ierland ·
Noord-Korea ·
Noord-Macedonië ·
Noorwegen ·
Oekraïne ·
Oostenrijk ·
Paraguay ·
Peru ·
Polen ·
Portugal ·
Roemenië ·
Rusland ·
San Marino ·
Saoedi-Arabië ·
Schotland ·
Servië ·
Servië en Montenegro ·
Slovenië ·
Slowakije ·
Sovjet-Unie ·
Spanje ·
Tsjechië ·
Tsjecho-Slowakije ·
Tunesië ·
Turkije ·
Uruguay ·
Venezuela ·
Verenigde Staten ·
Wales ·
Wit-Rusland ·
Zuid-Afrika ·
Zuid-Korea ·
Zweden ·
Zwitserland
Argentinië (1982) · 
Australië (2006) · 
België (2016) · 
België (2021) · 
Brazilië (1970) · 
Brazilië (1982) · 
Brazilië (1994) · 
Costa Rica (2014) · 
Duitsland (2006) · 
Duitsland (2012) · 
Engeland (2012) ·
Engeland (2014) ·
Engeland (2021) ·
Frankrijk (2000) · 
Frankrijk (2006) · 
Frankrijk (2008) · 
Ghana (2006) · 
Hongarije (1938) · 
Ierland (2012) · 
Joegoslavië (1968) · 
Kameroen (1982) · 
Kroatië (2012) · 
Nederland (2008) · 
Nieuw-Zeeland (2010) · 
Oekraïne (2006) · 
Oostenrijk (2021) · 
Paraguay (2010) · 
Peru (1982) · 
Polen (1982, 1) · 
Polen (1982, 2) · 
Roemenië (2008) · 
Spanje (2008) ·
Spanje (2012, 1) ·
Spanje (2012, 2) ·
Spanje (2016) ·
Spanje (2021) ·
Tsjechië (2006) · 
Turkije (2021) · 
Uruguay (2014) · 
Verenigde Staten (2006) · 
Wales (2021) · 
West-Duitsland (1982) · 
Zweden (2016) · 
Zwitserland (2021)